# Eidgenössisches Sängerfest 1886

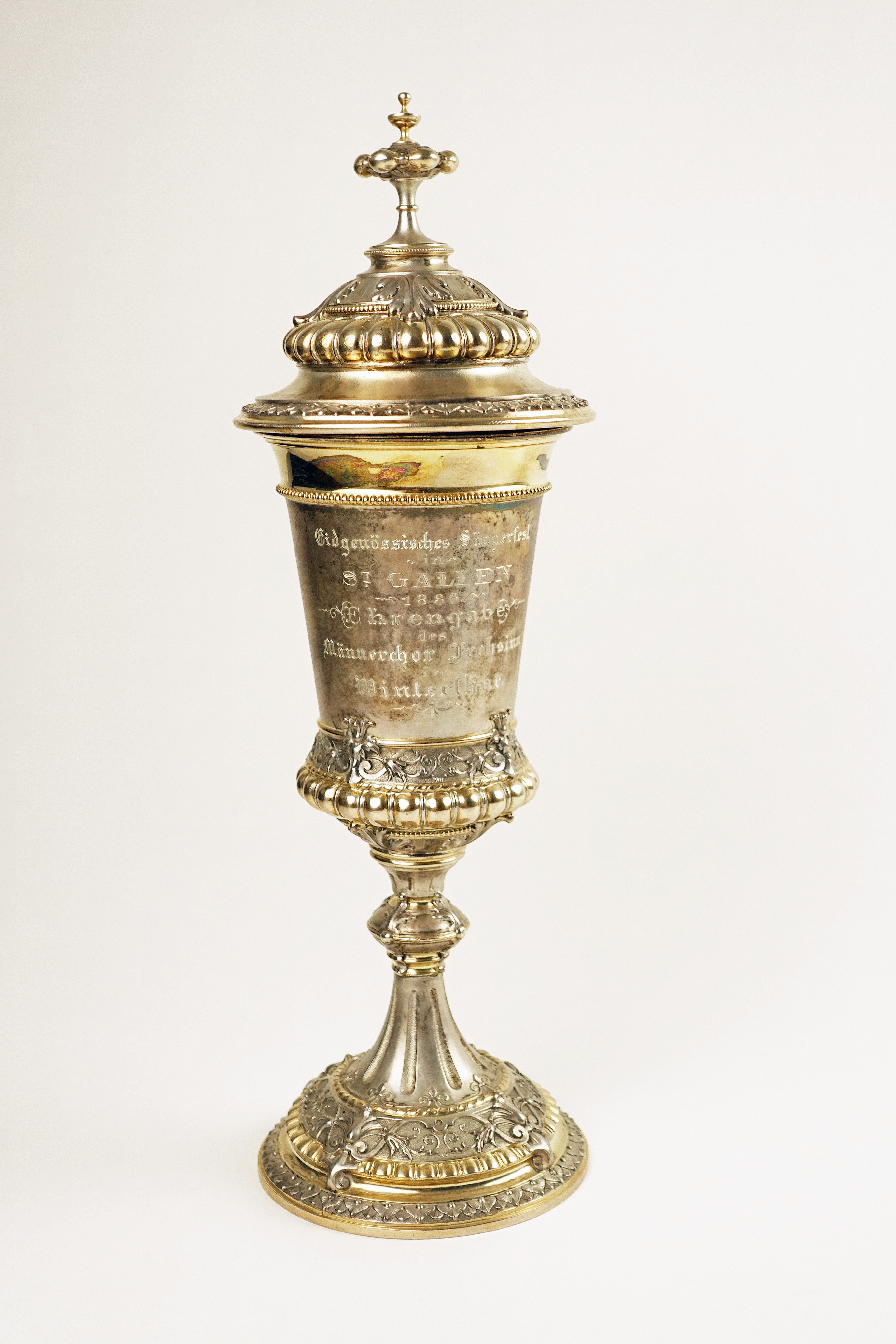
Ehrengabe des Männerchor Frohsinn Winterthur zum Eidgenössischen Sängerfest St. Gallen 1886

Das 18. Eidgenössische Sängerfest fand vom 10. bis 12. Juli 1886 in St. Gallen statt. Insgesamt nahmen 4500 Sänger in 96 Vereinen teil. Organisiert wurde das Fest von den ältesten St. Galler Vereinen Frohsinn, Harmonie und Stadtsängerverein.
Als Festpräsident fungierte Alt-Nationalrat Gustav Adolf Saxer. Präsident des Preisgerichts war der Luzerner Generalmusikdirektor Gustav Arnold, Festdirektor der Gesamtaufführung war der Waadtländer Dirigent Heinrich Plumhof.
Im Nachgang des Festes wurde eine Umgestaltung der Sängerfeste diskutiert, wonach eine differenziertere Aufteilung der bisherigen Kategorien «Volksgesang» und «Kunstgesang», eine Vermehrung der Preisgerichte und Beschränkung der Teilnehmerzahlen gefordert wurde.